# Loups de Fer
Les Loups de Fer (Geležinis Vilkas), également connus comme Association des Loups de Fer, était un mouvement fasciste né en Lituanie, créé par Augustinas Voldemaras en 1927.

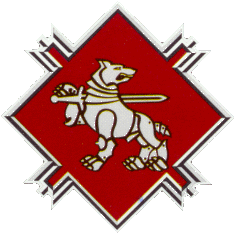
logo des Loups de fer

## Histoire
Pour atteindre leurs objectifs les « Loups de Fer » employèrent souvent la force.
Après la Première Guerre mondiale, les pays baltes deviennent indépendants. Mais la Lituanie perd Vilnius, sa capitale, qui devint polonaise. La haine des nationalistes lituaniens et de leur frange fasciste, les « Loups de Fer » était dès lors dirigée contre les Polonais plutôt que contre les Juifs.
Ce mouvement est interdit en 1930, mais poursuivit sa lutte dans la clandestinité. En 1934 les membres du mouvement tentent de renverser le président Antanas Smetona (Smetona avait été auparavant parmi les principaux dirigeants de l'organisation et utilisait les Loups de Fer comme bras armé). Après l'échec de la tentative de révolution, Augustinas Voldemaras est arrêté. Il est détenu jusqu'en 1938 où à sa libération il lui est demandé de quitter le pays et émigre alors en France. Le parti est de nouveau autorisé lors de l'occupation de la Lituanie par l'Allemagne et beaucoup de ses membres collaborent avec les Allemands dans le Reichskommissariat Ostland,,.

## Liens
- Front des activistes lituaniens